# كوبلنتس
كوبلنتس أو كُبْلِنْز (بالألمانية: Koblenz)‏ هي مدينة ألمانية يقطنها 106.087 ساكن. تقع في الجزء الشمالي من ولاية راينلاند بالاتينات الاتحادية غربي البلاد. وهي ثالثة كبريات المدن في الولاية بعد ماينس ولودفيغسهافن. ومدينة كوبلنتس هي مقاطعة مدنية مستقلة (Kreisfreie Stadt)، ولا تعد جزءاً من مقاطعة ماين كوبلنتس الريفية (Landkreis Mayen-Koblenz) رغم أنها عاصمتها الإدارية.
و كوبلنتس هي إحدى أقدم المدن الألمانية. وقد احتفلت في عام 1992 بمرور 2000 سنة على تأسيسها. كان اسمها اللاتيني القديم Confluentes وهو مستمد من موقعها الجغرافي أي «ملتقى النهرين»: فعند كوبلنتس يلتقي نهرا الراين وموزل.
في عام 2002 اعتبرت اليونسكو بعض أجزاء المدينة ضمن موقع التراث العالمي لما تحويه في وادي الراين الأوسط. ولحقتها في ذلك قلعة المدينة منذ عام 2005، والتي تشكل جزءاً من التحصينات الرومانية الحدودية (Limes germanico-retico).

## الجغرافيا

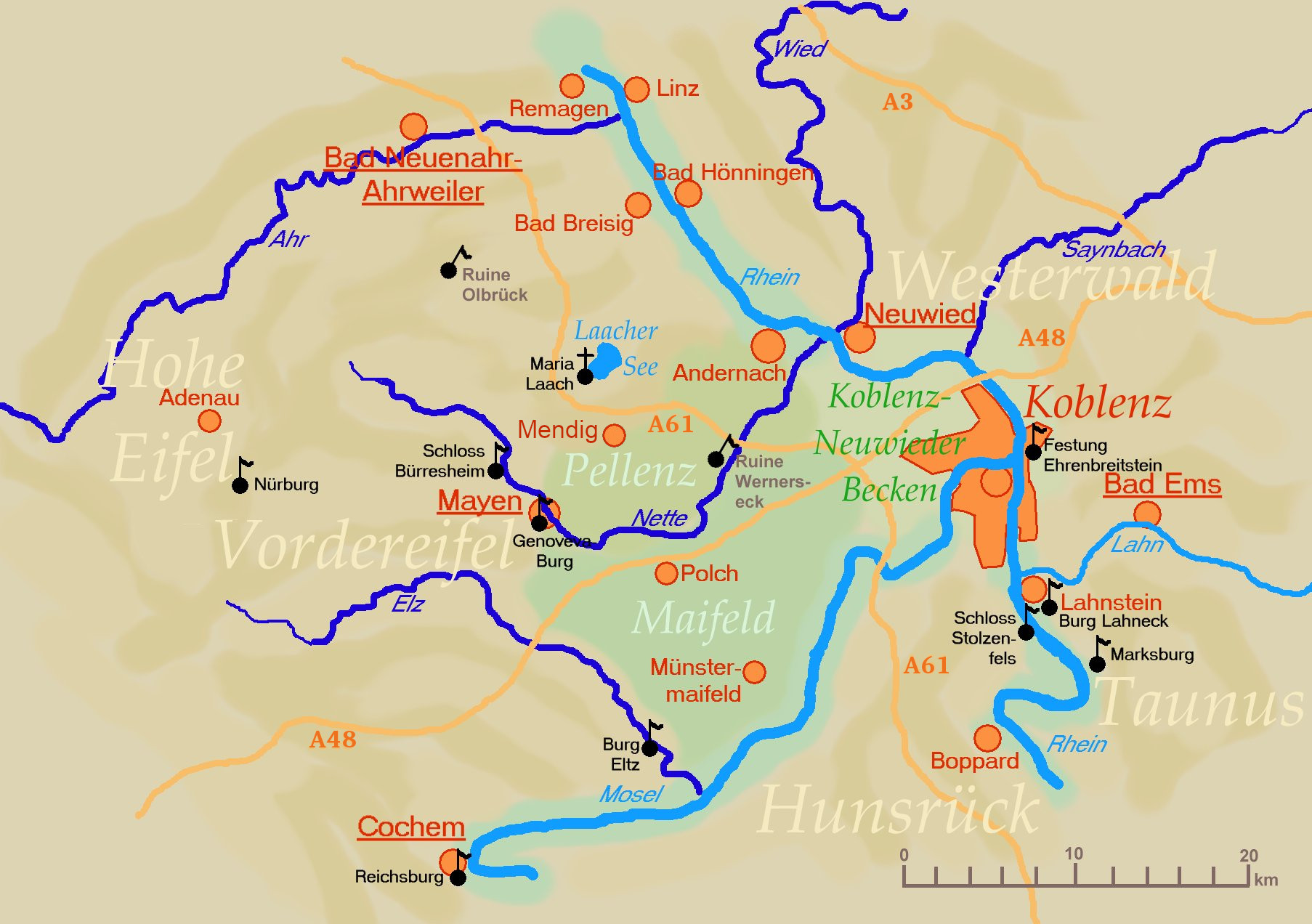
كوبلنتس أو كُبْلِنْز

تقع كوبلنز في ما يسمى ب«الزاوية الألمانية» (Deutsches Eck) في إشارة إلى الرأس البري الذي شكـّله التقاء نهري الراين وموزل.
تبعد كوبلنتس 92 كيلومتراً (57 ميلاً) جنوب شرق كولونيا عبر السكك الحديدية.
تحدها جنوباً سفوح هونسروك (Hunsrück) المتفرعة من (Rheinisches Schiefergebirge)، وغرباً تلال حوض الراين الأوسط المتفرعة بدورها من سلسلة آيفل (Eifel).
تقع المدينة على ارتفاع 64.7 م فوق مستوى سطح البحر، وترتفع أعلى نقطة على أراضيها البلدية 382 متراً فوق سطح البحر
كوبلنتس مقسمة إلى 28 حياً، سبعة من هذه أحياء تكون ستة المناطق الحضرية، في حين أن 21 المتبقية لا تشكل وحدات إدارية.

## التاريخ

### ما قبل التاريخ
تعود أول المستوطنات في منطقة التقاء النهرين إلى العصر الحجري (حوالي 9000 ق.م)، في كامل المناطق الحضرية كانت هناك اكتشافات لبقايا المستوطنات بدأً من ثقافة روسن (Rössener Kultur) وصولاً إلى السلتيين. وفي عام 2005، أثناء الحفريات التي أجريت قرب حصن إرنبرايتشتاين (Festung Ehrenbreitstein) وجدت أسوار وتدية تعود إلى ألف عام قبل الميلاد. ومن ثم فمن المحتمل أن جبل إرنبرايتشتاين كان محصناً بالفعل في ذلك العصر.

### العصر الروماني

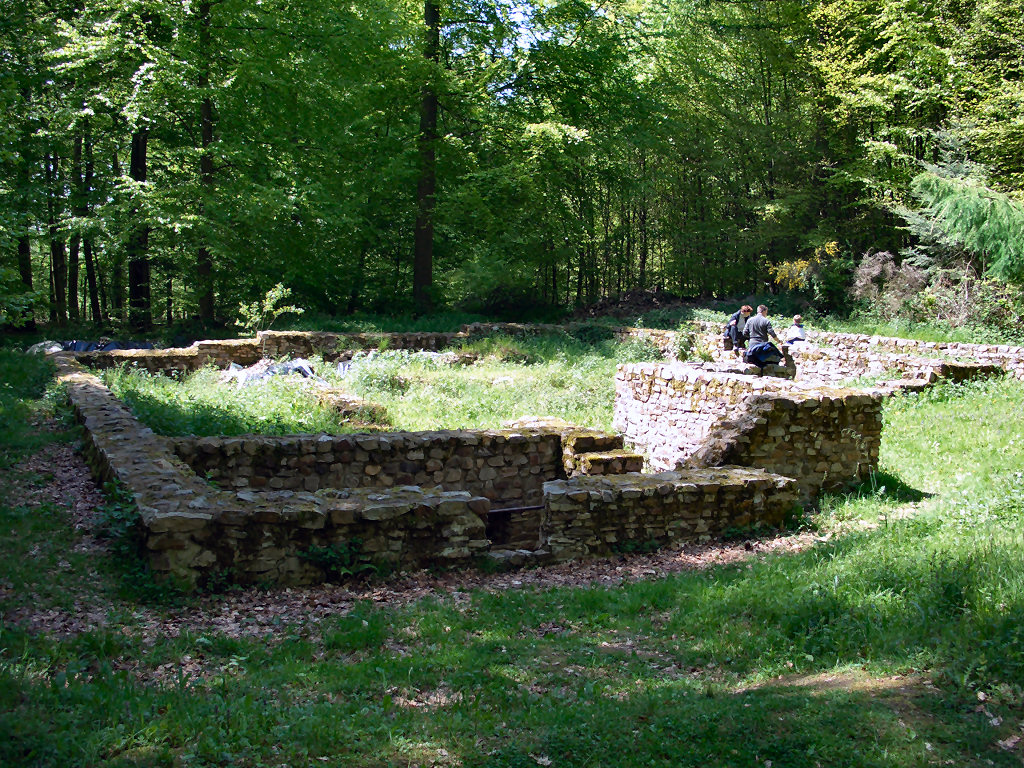
Scavo e ricostruzione parziale di una fattoria di epoca romana (Villa rustica)

أثناء الحروب الغالية ضد الجرمان، وصلت القوات الرومانية بقيادة يوليوس قيصر إلى الراين حوالي سنة 55 ق.م، وأنشئوا بين كوبلنتس وأندرناخ أول ممر على نهر الراين. كشفت بقايا مستوطنات تم العثور عليها وسط المدينة أن بداية الاستعمار كانت حوالي سنة 20 ق.م. في العام 9 ق.م بنيت قلعة عند ملتقى النهرين لحماية طريق ماينس – كولونيا – كسانتن سميت " Castellum apud Confluentes". صارت القلعة جزءاً من المقاطعة الرومانية ألمانيا العليا (Germania Superior).
شيدت عدة جسور على نهري الراين وموزل، إحداها بني في سنة 49 وبلغ طوله 350 م ولا يزال بادياً للعيان 51 من أصل 650/700 عاموداً من خشب البلوط بحافة مغطاة بالمعدن، وقد شكلت قاعدة.
بنيت قلعة أخرى في القرن الثاني لحماية التحصينات الرومانية الحدودية (Limes germanico-retico) لكن الفرنجة دمروها في سنة 259. إلى الشمال قليلا من كوبلنتس بني معبد مخصص للآلهة مركوريوس والآلهة الغالية / السلتية روسميرتا، من العملات المكتشفة بالمنطقة يتبين أن المعبد استخدام حتى القرن الخامس عندما غادرت القوات الرومانية المنطقة.

### هيمنة الفرنجة

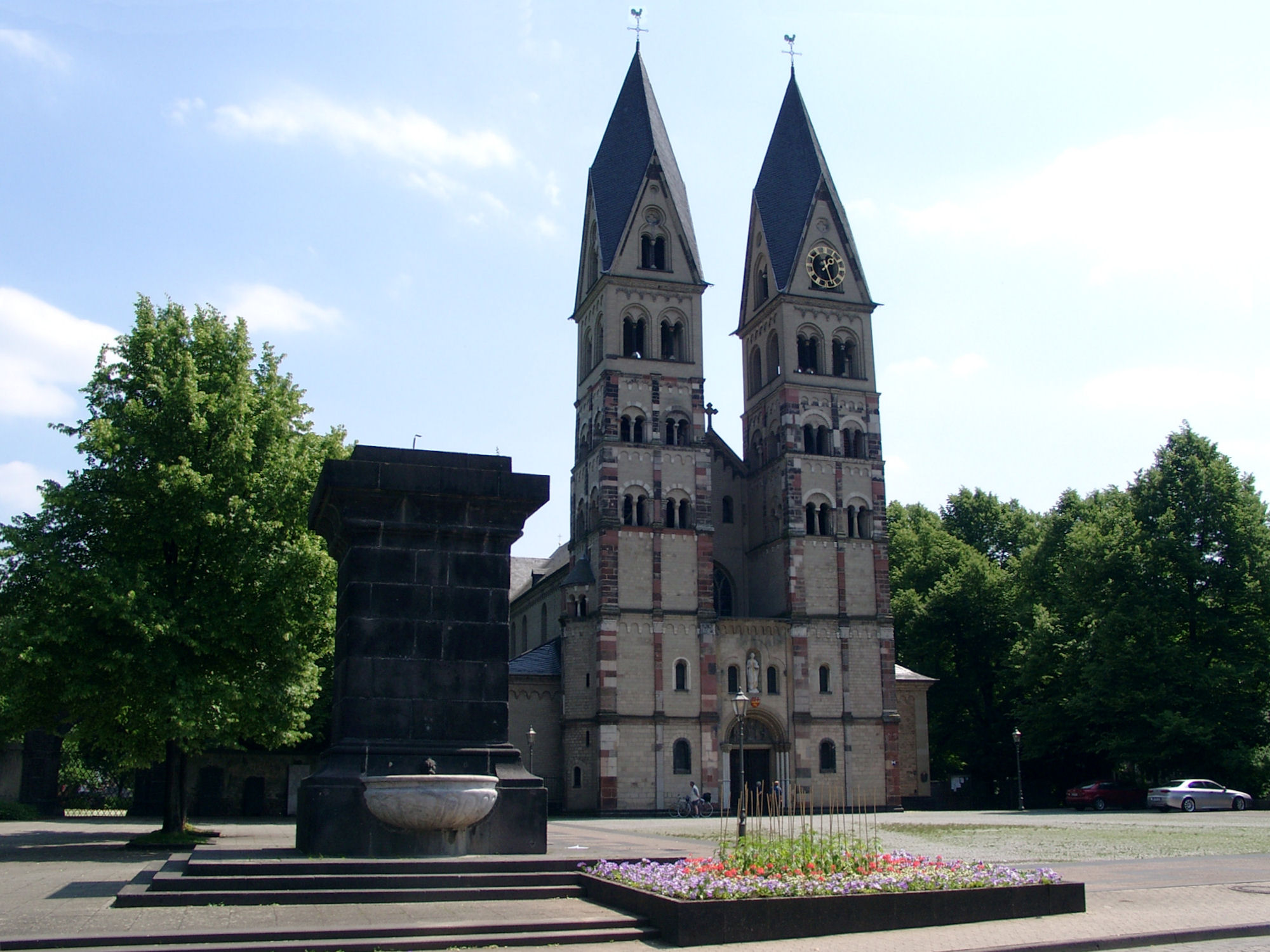
La Basilica

عند انهيار الإمبراطورية الرومانية الغربية ظفر الفرنجة بالمدينة وأصبحت مقراً ملكياً. عقب تقسيم شارلمان لإمبراطوريته بين أبناءه الثلاثة (Divisio Regnorum) في 6 فبراير 806 عـُهد بكوبلنتس إلى ابنه كارل، وبوفاتهم سنة 814 صارت المدينة وكل أراضي الإمبراطورية من نصيب أخيه لويس الورع ابن شارلمان.
في عام 830 حدثت نزاعات فيما بين أبناء لويس الورع (لوثر الأول، كارل الأصلع، لودفيش الألماني) وبين الأبناء ووالدهم، فتم تقاسم جديد للمملكة وذهبت كوبلنتس إلى كارل الأصلع في سنة 837. سبب هذا التقاسم الجديد وقوع العديد من الاضطرابات بالمملكة، وجرت في سنة 842 مفاوضات بين أحفاد شارلمان بكاتدرائية سانت كاستور أسفرت عن تقسيم مملكة الفرنجة من خلال معاهدة فيردان عام 843. وقعت كوبلنتس في المملكة اللوثرية، التي عـُهـِد إلى لوثر الأول. سنة855 قـُسـّمت مملكة لوثر الأول بين أبناءه الثلاثة (Teilung von Prüm) وكانت كوبلنتس من نصيب لوثر الثاني، بوفاته (870) وتقاسم إخوة لوثر الأول (لودفيش الألماني وكارل الأصلع) لمملكته عبر معاهدة ميرسن. وذهب الجزء الشرقي الذي ضم كوبلنتس من نصيب لودفيش الألماني، عام 882 نهبت المدينة ودمرت من قبل النورمان. صارت كوبلنتس اعتباراً من سنة 925 جزءاً من مملكة الفرنجة الشرقيين التي أصبحت فيما بعد الإمبراطورية الرومانية المقدسة.

### عصر الأمراء الناخبين

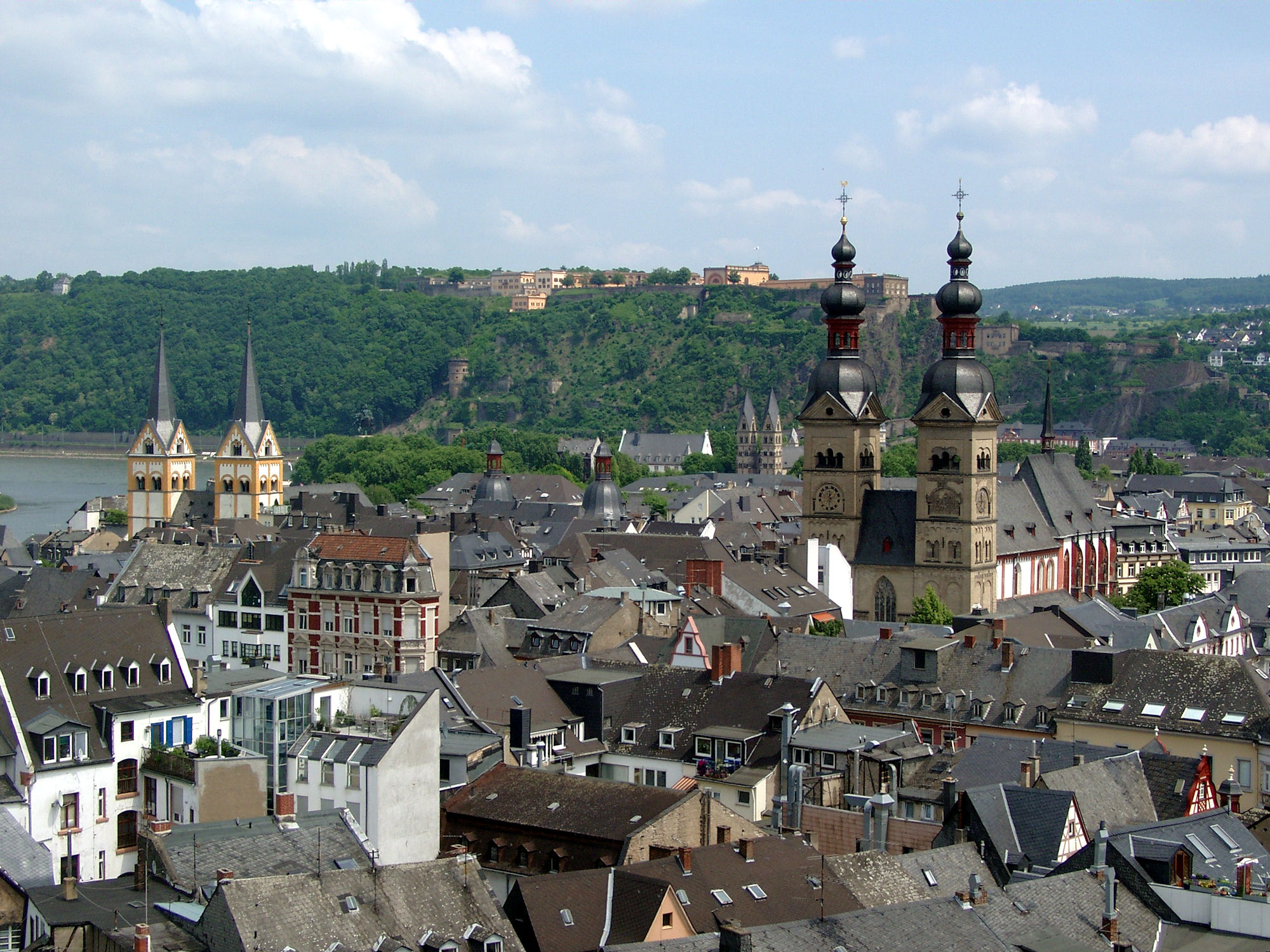
Coblenza: Chiesa di san Fiorino (sinistra), Chiesa Liebfrauen (destra) e sullo sfondo la basilica di San Castore

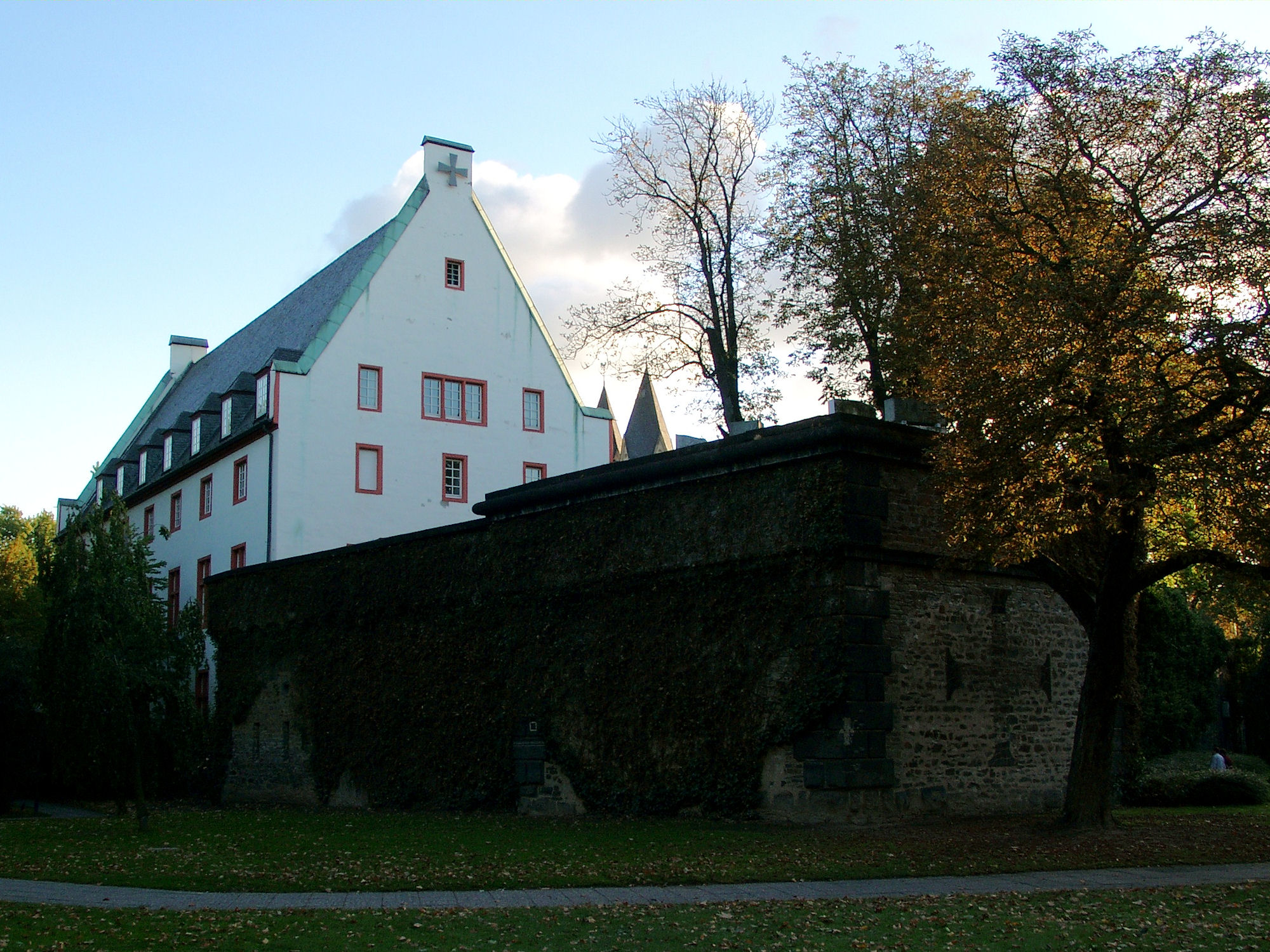
Deutschherrenhaus

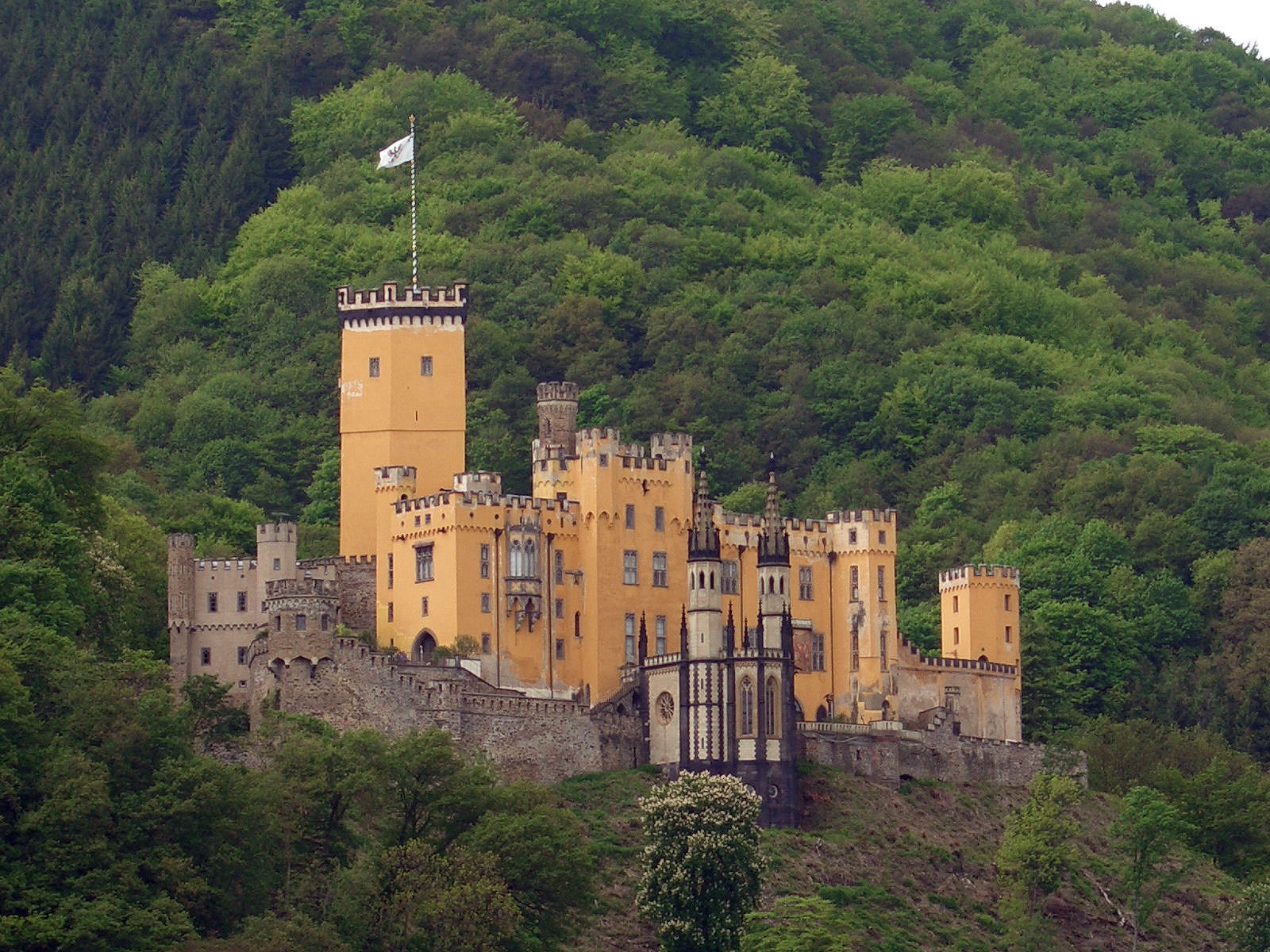
قصر شتولسنفلس

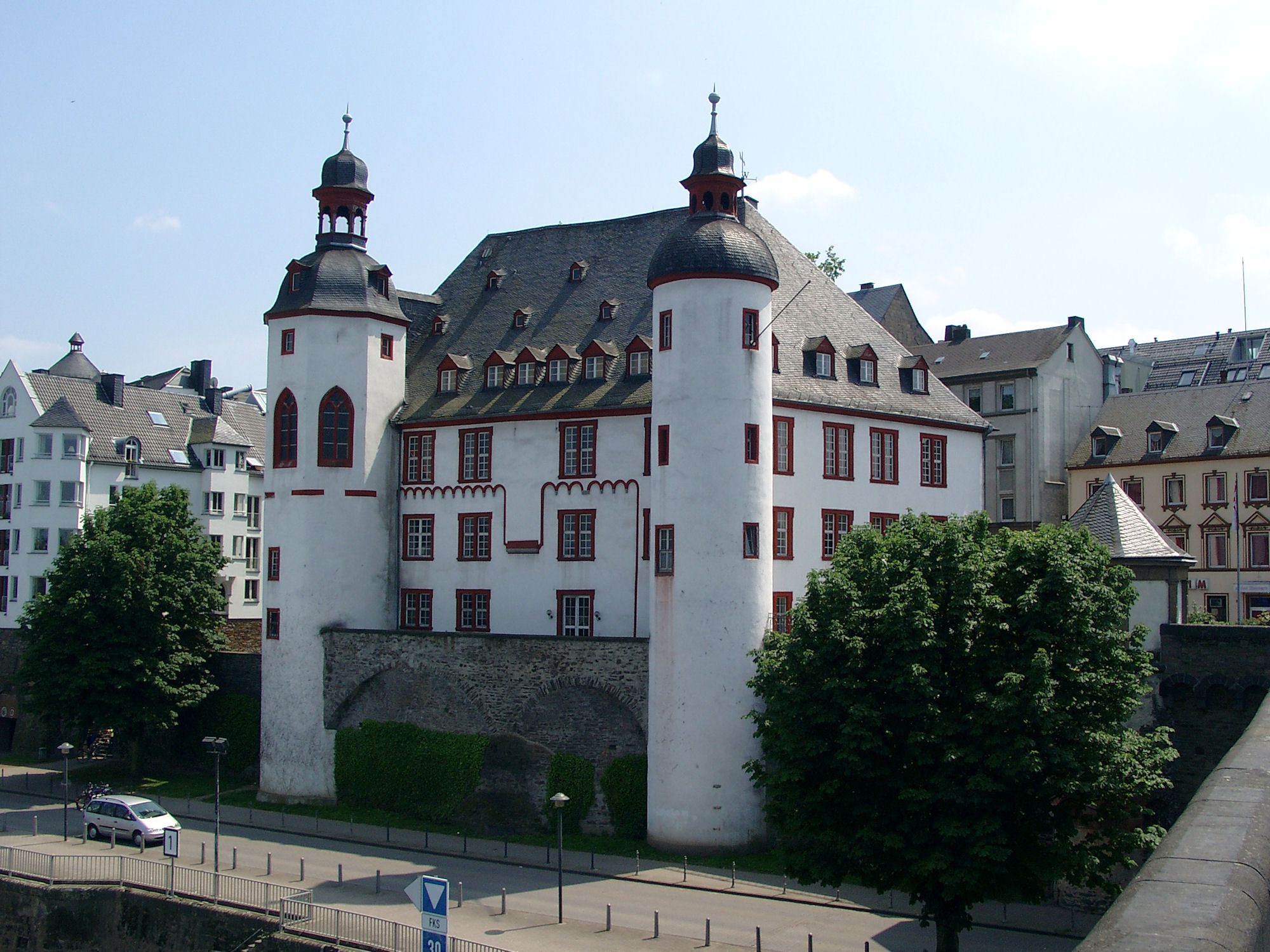
البرج العالي (Alte Burg)

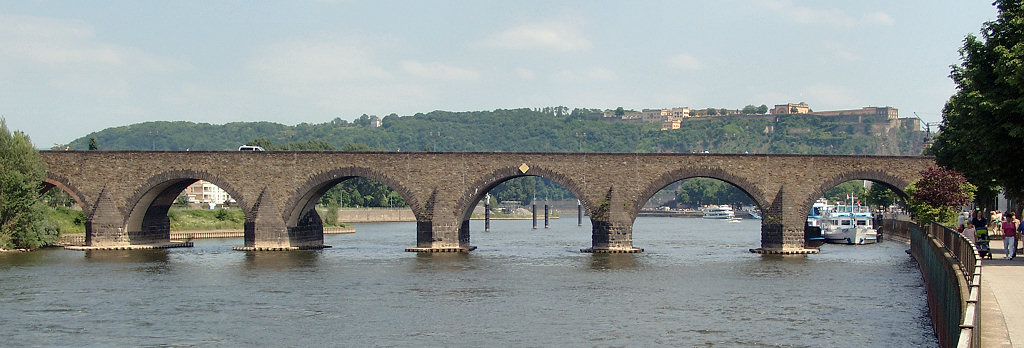
جسر بالدوين

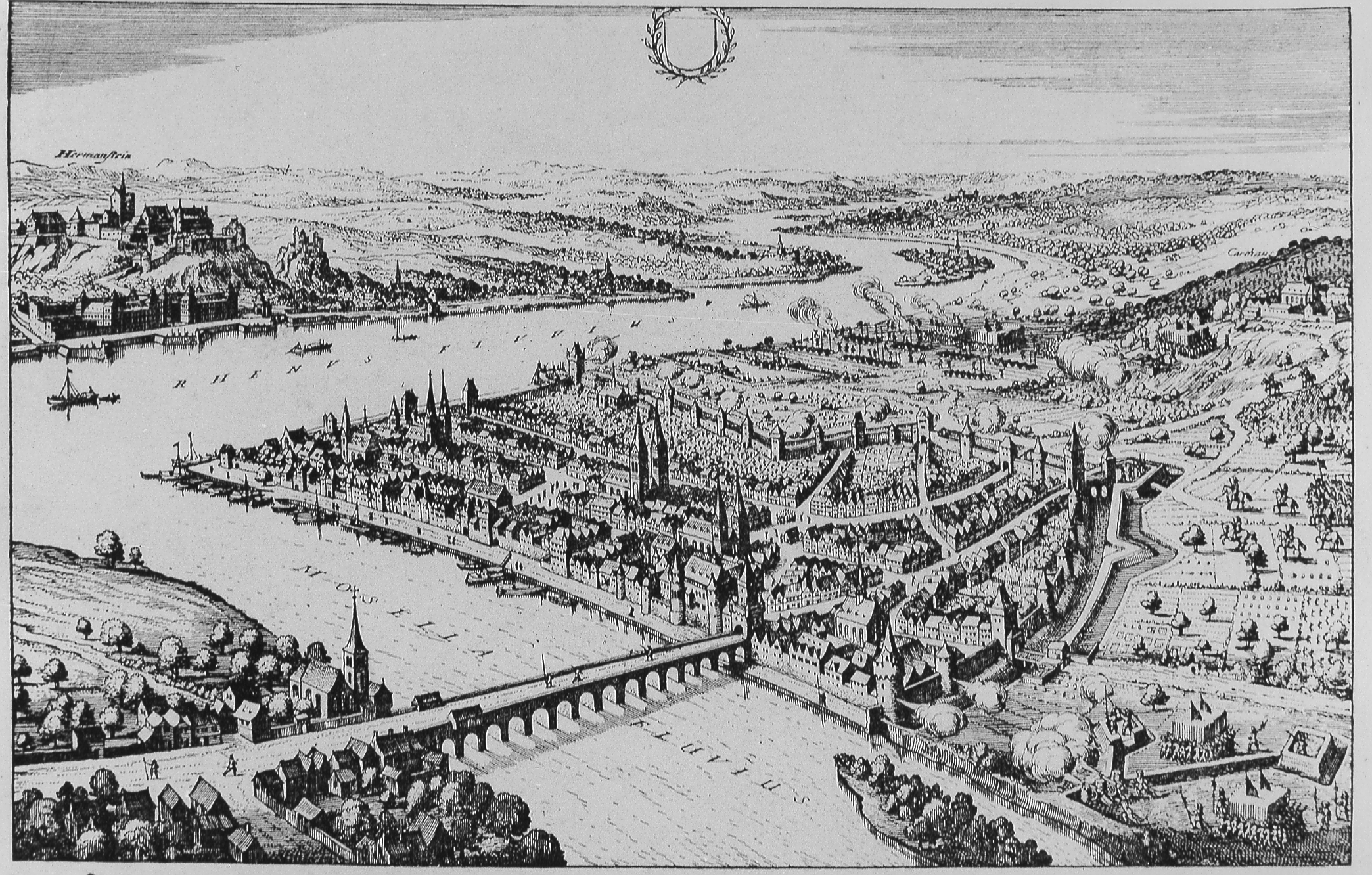
كوبلنتس في عام 1632

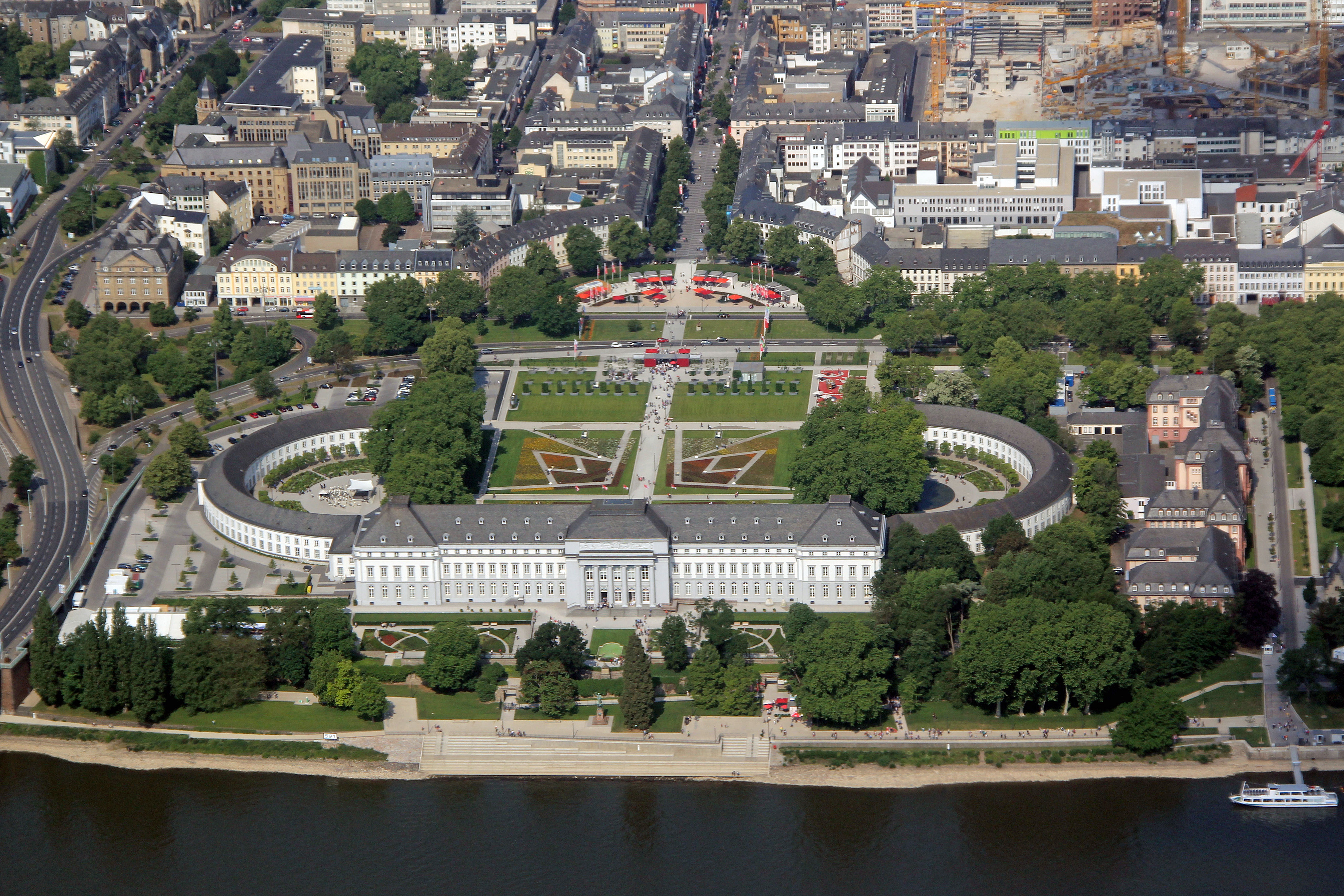
قصر الأمراء الناخبين

أهدى الإمبراطور هاينريش الثاني العرش الإفرنجي إلى بوبو فون بابنبيرغ أسقف ترير في سنة 1018، اعتباراً من 1198 صار أسقف ترير أحد الأمراء الناخبين للإمبراطور، وسابقاً كان أحد الناخبين للملوك الألمان. حتى أراضي مدينة كوبلنتس دخلت لتشكل جزءاً من دائرة الراين الانتخابية التي مقرها في تراير، في القرن السابع عشر أصبحت مدينة كوبلنتس مقر إقامة الأسقف.
دخل جبل إرنبرايتشتاين مع الحصن الذي أعيد بناءه من جديد سنة 1020 ضمن ممتلكات أسقف ترير، اعتبرت نقطة الانطلاق إلى الأراضي الواقعة على الضفافة اليمنى للراين وإحدى أكثر القلاع تأميناً، ففي أوقات الصراعات كانت تستودع بها كنوز المنطقة والآثار.
في السابع من مارس من عام 1138، وبإحدى ضواحي مدينة كوبلنتس الواقعة على الجانب الآخر من الموزل تم انتخاب الشتاوفر كونراد الثاني ملكاً، ووقعت في تشرين الأول أكتوبر سنة 1198 على أرض مجففة من الموزل المعركة بين الملك فيليب دوق شوابيا والملك أوتو الرابع.
في عام 1216 دعى الأمير الناخب تيودريش فون فيد إلى المدينة الفرسان التوتونيين معطياً إياهم جزءاً من أرض الكنيسة تضم المستشفى. بني الفرسان مقر البيليفية، بعد فرسان 'لأول مرة هذا المكان اسم«الألمانية Ordt» وبعد ذلك«الألمانية إك».
بدأ تشييد الأسوار في عام 1250، ويعود أول ذكر لمجلس المدينة لعام 1276، ولكن النزعة نحو الحكم الذاتي للمدينة تم اخمادها بعد معركة دامية من قِـبل الأمير الناخب ديتر فون نساو سنة 1304.
خلال حرب الثلاثين عاماً احتل الحصن (1632) من جانب القوات الفرنسية وبعد ثلاثة أسابيع استسلمت المدينة واحتلت، ثم حررتها القوات الإمبراطورية في عام 1636. حاصرت قوات لويس الرابع عشر المدينة من جديد سنة 1688، ما تسببت بأضرار كبيرة.

### القرن الحادي والعشرين
أعلن اليونسكو سنة 2002 وادى الراين الأوسط المرتفع تراثاً عالمياً وبما في ذلك أجزاء من مدينة كوبلنتس، المدينة القديمة، مقر إقامة الأمراء الناخبين، قصر شتولسنفلس، القلعة القديمة، التقاء النهرين والحصن البروسي القديم.
تشكل القلعة الدفاعية جزءاً من التحصينات الرومانية الحدودية (Limes germanico-retico)، وبذلك جزءاً من التراث الإنساني منذ سنة 2005 والعائد تاريخها إلى ما بين القرنين الأول والثالث وتقع في كوبلنتس - نيدربيرغ.

## الاقتصاد
كوبلنتس هي المقر الرئيسي لتجارة نبيذ موزل والرايني، ولها أيضاً باع كبير في تجارة تصدير المياه المعدنية. وتشمل أعمالها تصنيع قطع غيار السيارات (نظم الكبح—شركه تي ار دبليو للسيارات، الغاز والينابيع المائية الاهتزاز مضائلات—Stabilus)، والألومنيوم والملفات (Aleris الألومنيوم)، وآلات بيانو، والورق، والكرتون، والآلات، قوارب ومراكب. ومن هاما مركز العبور لنهر الراين والسكك الحديدية والملاحة لنهر الراين.

## الرياضة
النادي الرئيسي لكرة القدم المحلية هو توس كوبلنتس (TuS Koblenz).

## المدن التوأمة
كوبلنتس متوأمة مع المدن التالية:
- هارينغي، لندن،  المملكة المتحدة
- ماستريخت،  هولندا
- نيفير،  فرنسا
- نورويش،  المملكة المتحدة
- نوفارا،  إيطاليا
- بتاح تكفا،  إسرائيل
- فارازدين،  كرواتيا

جعلت مؤسسة المدن التوأم الدولية (Sister Cities International) غير الربحية من.
- أوستن،  الولايات المتحدة

توأماً لكوبلنتس.